# Cettia
Cettia è un genere di piccoli uccelli canori insettivori che costituiscono il nucleo della famiglia Cettiidae, recentemente riconosciuta. In passato sono stati inseriti in Sylviidae, che all'epoca era un tassone generico per la superfamiglia Sylvioidea. L'areale di questo genere si estende dall'Europa al sud-est asiatico.

## Specie
Il genere Cettia include le seguenti specie:
- Cettia major
- Cettia castaneocoronata
- Cettia brunnifrons
- Cettia cetti